# Кастельфранко-П'яндіско
Кастельфранко-П'яндіско (італ. Castelfranco Piandiscò) — муніципалітет в Італії, у регіоні Тоскана,  провінція Ареццо. Муніципалітет утворено 1 січня 2014 року шляхом об'єднання муніципалітетів Кастельфранко-ді-Сопра, П'ян-ді-Ско.
Кастельфранко-П'яндіско розташоване на відстані близько 210 км на північ від Рима, 31 км на південний схід від Флоренції, 31 км на північний захід від Ареццо.
Населення — 9516 осіб (2013).
Щорічний фестиваль відбувається 3 липня. Покровитель — святий апостол Хома.

## Демографія
Населення за роками:

Станом на 1 січня 2023 року в муніципалітеті офіційно проживали 603 іноземці з 52 країн, серед них 236 громадян країн Євросоюзу та 23 громадяни України.

## Сусідні муніципалітети
- Кастель-Сан-Нікколо
- Фільїне-е-Інчиза-Вальдарно
- Лоро-Чьюффенна
- Реджелло
- Сан-Джованні-Вальдарно
- Террануова-Браччоліні